# Bo Håkansson
Bo Håkansson, född 1953, är en svensk professor i elektroteknik som blivit uppmärksammad för sin utveckling av benförankrade hörselhjälpmedel (Baha, Bone Anchored Hearing Aid).

## Biografi
Håkansson blev civilingenjör vid Chalmers Tekniska Högskola 1977. Han fortsatte med doktorandstudier där han blev engagerad i ett projekt att utveckla elektronik för den första prototypen till en benförankrad hörapparat som kunde fästas på en titanskruv i patientens skallben. Han disputerade 1984 på en avhandling om ingenjörstekniska aspekter på hörselhjälpmedel förankrade i skallbenet. Han blev 2001 docent och 2007 professor vid CTH.
Håkansson har på olika sätt bidragit till utvecklingen av benförankrade hörselhjälpmedel (Baha - Bone Anchored Hearing Aid) vilket (2019) används av närmare 300 000 människor världen över. Denna typ av hörapparat passar patienter som har någon form av mekanisk hörselskada orsakad exempelvis av kronisk öroninflammation, bensjukdom eller medfödd missbildning.
Håkanssons vetenskapliga publicering har (2021) enligt Google Scholar närmare 6 000 citeringar och ett h-index på 44.

## Utmärkelser
- 2011 – Svenska Läkaresällskapets utmärkelse inom medicinsk teknik, Erna Ebelings pris, motiverat av såväl Håkanssons framstående forskningsinsatser inom benförankrade hörapparater, som den entreprenörsverksamhet hans forskning gett grogrund för.[4]
- 2012 – Silverörat av Svenska Audiologiska Sällskapet, "för sina vetenskapliga bidrag för överföring av ljud till innerörat via benledning", där han "lyckats förena ett grundläggande vetenskapligt arbete med en praktisk, industriell och klinisk tillämpning".[5]
- 2013 – Årets Tekniker - pris utdelat av Handelskammaren, med motiveringen "Bo Håkansson har gjort en banbrytande innovation kring teknologi där en hörapparat integreras med det mänskliga örat. Han har också förmått att sprida tekniken som idag har kunnat hjälpa 100.000 människor i världen till ett hörande liv".[6]
- 2016 – Gustaf Dahlen-medaljen av Chalmerska ingenjörsföreningen, för att "genom sina enastående framgångar inom benledningshörsel under en lång tid ha visat stor förmåga att kombinera forskning med entreprenörskap och utbildning".[7]
- 2018 – IFMBE (International Federation for Medical and Biological Engineering) Otto Schmit award[8]
- 2020 – Medicine hedersdoktor vid Sahlgrenska akademin, Göteborgs universitet, med motiveringen "Hans världsledande forskning kring fortledning av ljudvågor i mänskligt ben har lett fram till en hörapparat, förankrad i skallbenet, som i dag finns att tillgå över helga världen och har haft livsavgörande betydelse för personer med hörselnedsättning". Akademin nämner även "samverkansprojektet med fakulteten kring utvecklingen av viljestyrda handrörelser i armproteser som väckt stor internationell uppmärksamhet".[9]